# Mohammed Lazouni
Mohammed Lazouni, né le 8 mars 1937 à Alger, est un fonctionnaire et homme de médias algérien, spécialiste de la prévention routière en Algérie.

## Biographie
Né le 8 mars 1937 à Alger, enfant de la Casbah, plus précisément du quartier Soustara, Mohammed Lazouni a fréquenté l’école Sarrouy dans ce quartier, école qui fut un centre de détention et de torture pendant la révolution algérienne. Ayant rejoint les Scouts musulmans algériens dès son plus jeune âge, il a appartenu au groupe El Kotb, puis un autre groupe, Sindbad, dont sont issues des célébrités algériennes comme le chanteur Mohamed Amari et les acteurs Mohamed Zinet et Mustapha Preur.
Père de six enfants deux garçons et quatre filles, Mohammed Lazouni  est célèbre par ses émissions télévisées « chorti el Mokhfi » et « tarik essalama » ainsi que président de l’association de même nom.

### Carrière
Ayant rejoint la Sûreté nationale (DGSN) après l’indépendance, il a suivi plusieurs types de formations en Allemagne en 1968, sur la technique automobile dénommée KFZ (Kraft Fahrzeug Technik), qu’on pourrait traduire par technique automobile et tout ce qui s'ensuit et la réglementation KFZO  et toute la réglementation relative aux véhicules automobiles et à la circulation.
À son retour d'Allemagne vers 1969, Mohammed Lazouni a été d’abord nommé enseignant à l’école supérieure de Châteauneuf (actuellement  école Ali Tounsi) dans les années 1970 puis, dès le lancement de l’école d’application de Soumaa en 1970, il a  pris en charge tout ce qui touche à la législation et la réglementation routières. Il a ensuite été nommé chef de section circulation pour la formation de motocyclistes et de chauffeurs toutes catégories confondues, il a exercé la fonction d’examinateur du permis de conduire administratif, qui permettait à l’époque aux policiers de conduire les véhicules de l’administration (le permis de conduire civil leur permettant de conduire en dehors de leur fonction).
Nommé chef du service du Service des Expositions de l’Information et de la Promotion des Relations avec le Public (SEIPRP) à partir de 1982, il a  sillonné le territoire algérien dans toutes les wilayas et les daïras ainsi que les communes importantes en animant et organisant des semaines  d’information, de sensibilisation et d'éducation et des expositions sur le rôle de la police. Il est donc le pionnier de l’organisation des portes  ouvertes qu’il a lancée depuis plus de trente ans. Ces actions consistaient notamment en animation des émissions radiophoniques et la participation de la direction générale de la sureté nationale à la foire internationale d'Alger, où il  procédait à la vulgarisation du code de la route et du monde de l’automobile et surtout les piste d’éducation routière pour enfants.
Assistant aux congrès internationaux sur la prévention routière organisés par la prévention routière internationale en tant représentant la direction générale de la sûreté nationale, il a pris encore conscience de l immense tâche qu’est la sensibilisation contre les accidents de la route. 
Après cette très riche carrière, il part en retraite en  1993 avec le grade de commissaire principal et chargé de la sous-direction de la prévention et de la circulation routière avec le mérite d’avoir œuvré à transformer la minime  section de la prévention routière en sous-direction.

## Actions de sensibilisation via médias et déplacements sur le territoire algérien
En parallèle à l’exercice de ses fonctions, convaincu que la sensibilisation des usagers de la route est le meilleur moyen de la diminution des accidents de la route, il a commencé par animer plusieurs émissions radiophoniques, les premières datant des années 1970, sur les ondes de la chaine 03 de langue française et la chaine 01 de langue arabe.
La sécurité routière est entrée dans la grille des programmes de la Télévision Algérienne en 1985, via l’émission Chorti el mokhfi (le policier invisible) dans laquelle Mohammed Lazouni présentait des cas d’infraction du code de la route, qu’il verbalisait lui-même sans se montrer à l’écran. Avec la pluralité[pas clair], l’association Tarik essalama, dont il est président, fut créée en 1996.
Mohammed Lazouni traverse quasiment toutes les villes de l’Algérie depuis 4 décennies pour instaurer une culture d’association et responsabiliser le citoyen dans le rôle qu’il doit jouer dans la diminution des accidents de la route ; il demeure le père de la prévention routière de l’Algérie indépendante.
Son style oral ou écrit, à la fois franc et simple, touche directement au mal, tout en présentant des solutions possibles et réalisables. Sollicité par plusieurs médias pour des interviews, ses conseils et orientations demeurent une référence en la matière, notamment par la chronique « Coup de gueule coup de cœur » dans le quotidien algérien El Watan depuis le 12 avril 2012

## Principaux apports à la prévention routière en Algérie
- Convaincu que l’éducation routière doit s’acquérir dès l’enfance, Mohammed Lazouni  combat depuis longtemps pour que ce thème soit introduit comme matière essentielle dans les programmes scolaires : avec en plus un comportement exemplaire des parents, l’avenir de la sécurité routière en Algérie n’en serait que meilleur.
- Partant du principe que « les gens conduisent comme ils se conduisent», il exploite toute occasion pour lancer un appel aux conducteurs d’être rationnels en prenant le volant.
- Le quotient intellectuel demeure essentiel pour pouvoir conduire des bus et semi-remorques qui exigent un degré élevé de vigilance et de sens de responsabilité.

## Émissions radiophoniques
- « Tarik essalama » sur la radio algérienne chaine 1 en langue arabe
- Émission sur la chaine deux (en amazigh) de 1980 à 1985,
- Émissions sur la radio chaine 3
- Émissions sur la radio locale Al bahdja, mitidja en 2007 à 2009

## Émissions télévisées
- EcChorti el mokhfi (1985-1996)
- Tarik essalama (1999-2010), interrompue à plusieurs reprises
- Sir Fi Amane  juillet 2011-juillet 2012
- Siyarati (365 clips pendant une année)

## Collaboration avec la presse écrite
- Collaboration avec différents titres, El Moudjahid, El Waqt...
- Collaboration avec la revue Auto marché
- Collaboration avec la revue Le Phare[3]
- Chronique « Coup de gueule coup de cœur » sur El Watan[4] quotidien algérien indépendant, depuis le 24 avril 2012
- Interviews avec différents titres